# Chake Chake
Chake Chake je grad na krajnjem istoku Tanzanije, u autonomnoj oblasti Zanzibar, na otoku Pemba. Smješten je u središtu otoka, na zapadnoj obali. Nalazi se u regiji Pemba South. Najznačajnije je naselje i svojevrsna neslužbena prijestolnica otoka, gdje se nalaze i mnogi vladini uredi. Nekoliko kilometara jugoistočno je Karume Airport, jedina zračna luka Pembe.
Godine 2002. Chake Chake je imao 19.283 stanovnika.